# Aleksander (Zakke-Zakkis)
Aleksander, nazwisko świeckie Andriej Gieorgijewicz Zakke-Zakkis (ur. 25 sierpnia?/6 września 1834, zm. 6 lipca?/18 lipca 1899 w Witebsku) – biskup Rosyjskiego Kościoła Prawosławnego pochodzenia łotewskiego.

## Życiorys
Był z pochodzenia Łotyszem, urodził się w rodzinie chłopskiej. Seminarium duchowne ukończył w 1859 w Rydze, w tym samym roku przyjmując święcenia kapłańskie jako mężczyzna żonaty. Po roku małżeństwa jego żona zmarła, a on sam ze służby na parafii został przeniesiony do seminarium w Rydze w charakterze wykładowcy prawa kanonicznego. W 1861 podjął studia w Kijowskiej Akademii Duchownej. Po ich ukończeniu w 1865 złożył wieczyste śluby mnisze z imieniem Aleksander.
Od 1865 do 1871 pracował w seminarium duchownym w Rydze, kolejno jako wykładowca języka łotewskiego, gramatyki rosyjskiej, teologii i homiletyki, historii ogólnej i historii Rosji. W latach 1870–1871 był inspektorem seminarium. W 1867 uzyskał tytuł magistra nauk teologicznych. W 1871 przeniesiony z seminarium w Rydze do analogicznej szkoły w Mohylewie, gdzie pełnił funkcję rektora, będąc równocześnie przełożonym monasteru Objawienia Pańskiego. Otrzymał wówczas godność archimandryty.
21 listopada 1883 miała miejsce jego chirotonia na biskupa ostroskiego, wikariusza eparchii wołyńskiej. Razem z biskupem wołyńskim Palladiuszem prowadził działalność misyjną wśród zamieszkujących Wołyń Czechów. Od 1890 do 1893 był biskupem archangielskim i chołmogorskim. Z urzędu odszedł z powodu choroby, zamieszkując jako hierarcha w stanie spoczynku w Monasterze Simonowskim w Moskwie. Jeszcze w tym samym roku ponownie skierowano go do służby biskupiej, powierzając mu zarząd eparchii połockiej i witebskiej (z siedzibą w Witebsku). Na jej terenie duchowny podjął działalność misyjną wśród Łotyszy. Zmarł w 1899 i został pochowany w Witebsku.